# Digory Kirke
Digory Kirke (1888-1949) es un personaje ficticio que pertenece a la saga de libros Las crónicas de Narnia, del escritor británico C. S. Lewis.

## El sobrino del mago
En este libro se relata la niñez del profesor Kirke; él tenía un tío hechicero que con unos anillos mágicos engañó a la amiga de Digory, Polly Plummer, para que tocara un anillo mágico y ver lo que pasaba. Polly desapareció y Digory tomó otro anillo, pues su tío dijo que se fue a otra dimensión y Digory la siguió. Ambos niños llegaron a un bosque lleno de estanques y Digory se había llevado consigo dos anillos verdes (los que llevaban a los estanques eran amarillos) y estos anillos permiten entrar a otras dimensiones al entrar en algún estanque con ellos. Así llegaron al mundo de Charn donde todo estaba destruido. Cuando Digory golpeó una campana, despertó a una estatua que parecía de cera y que resultó ser la reina Jadis. Digory teletransportó accidentalmente a Jadis al mundo humano pues quienquiera que toque a alguien que se teletransporta se transportará también (como un imán).
Al querer regresar a Jadis al mundo de Charn, se confunden y la meten en un mundo que está a punto de nacer: Narnia. Digory planta por órdenes de Aslan un árbol de un fruto prohibido que despide un olor tan desagradable para Jadis que no podrá acercarse mucho a Narnia hasta que el árbol muera.
Aslan le dio un fruto de ese árbol (fruto de la vida eterna) para que se lo diera a su madre moribunda. Aslan transporta a Polly y a Digory al mundo humano y les dice que entierren los anillos. En el mundo humano la manzana no concedía la vida eterna sino que curaba. Digory plantó un árbol de ese fruto y cuando le cayó un rayo y murió, lo convirtió en un armario. Su tío se llama Andrew Ketterley.

## El león, la bruja y el armario
En este relato, Digory, conocido como el profesor Kirke (ya anciano), vive en una casa de campo donde son trasladados los niños Pevensie. Este no es de mucha importancia en la historia, pero les da aliento a Peter y Susan cuando estos le cuentan que Lucy vio un mundo fantástico dentro del armario de una habitación. El profesor Kirke les dice que todo puede ser real y que averigüen. Finalmente, cuando los niños regresan de Narnia, Digory es quien se encarga de recibirlos, diciéndoles que le relaten lo sucedido en aquel mundo.
- Datos: Q2386582